# Estrébœuf
Estrébœuf is een gemeente in het Franse departement Somme (regio Hauts-de-France) en telt 229 inwoners (1999). De plaats maakt deel uit van het arrondissement Abbeville.

## Geschiedenis
In het veen van de moerassen werd in 1834 een Keltische houten kano ontdekt.
De plaats werd voor het eerst vermeld in 1284, als Destribovis.

## Geografie
De oppervlakte van Estrébœuf bedraagt 6,3 km², de bevolkingsdichtheid is 36,3 inwoners per km².
De onderstaande kaart toont de ligging van Estrébœuf met de belangrijkste infrastructuur en aangrenzende gemeenten.
Estrébœuf ligt iets ten zuiden van de Baai van de Somme. De Amboise stroomt door Estrébœuf,

## Bezienswaardigheden
- De Sint-Jan-de-Doperkerk (Église Saint-Jean-Baptiste)
- De Chapelle Pérache in het gehucht Neuville.
- Het Kasteel van Neuville
- Het Kasteel van Drancourt

## Demografie
Onderstaande figuur toont het verloop van het inwonertal (bron: INSEE-tellingen).

## Nabijgelegen kernen
Boismont, Arrest, Pendé, Saint-Valery-sur-Somme